# Ju Moraes
Juliana de Almeida Moraes (Salvador, 21 de noviembre de 1985), más conocida como Ju Moraes, es una cantante brasileña que se hizo conocida tras participar en la primera temporada de The Voice Brasil.

## Biografía
Ju comenzó a cantar cuando aún era una niña. A los 10 años, en una fiesta escolar en Berimbau, Bahía, realizó su primer espectáculo. A los 18 años ya actuaba en bares de la capital bahiana. Se licenció en Derecho en 2009 y, poco después, aprobó el examen de la OAB, pero no quiso continuar en dicha profesión.  Ju Moraes fue una de los participantes del reality musical The Voice Brasil en 2012 en el equipo de Claudia Leitte. Llegó a la final de la edición que ganó Ellen Oléria. La cantante tenía una banda llamada Samba D'Ju, pero desde 2012 continúa como cantante solista. Toca la guitarra, el ukelele y el pandeiro, y es una fan declarada del Esporte Clube Bahia .
Además de Claudia Leitte, Ju también ha actuado junto a Ivete Sangalo, Saulo Fernandes y Tatau. 
En octubre de 2013, Ju firmó un contrato con el sello discográfico Universal Music, donde lanzó algunos álbumes y DVD. 
En 2014 publicó su primer álbum, titulado Em Cada Canto Um Samba, con 10 temas, incluido el primer sencillo de la cantante, «Na Palma da Mão».   En 2019 lanzó el EP Samba, Reggae e Outras Vibes.
Desde 2021, Ju forma parte del colectivo de samba femenino Sambaiana junto a Marília Sodré, Rayra Mayara, Grace Profeta, Marcinha BB y Lalá Evangelista.

## Discografía

### Álbumes
| Álbum                    | Detalles                                                                                             | Ventas      |
| ------------------------ | --- | ----------- |
| En cada rincón una samba | - Lanzamiento: 22 de abril de 2014 - Formatos: CD, DVD, descarga digital - Etiqueta: Universal Music | - : + 3.000 |
| Sabor brasileño          | - Lanzamiento: 6 de febrero de 2017 - Formatos: CD, DVD, descarga digital - Etiqueta: Independiente  |             |

### DVD
| DVD                      | Detalles                                                                                             | Ventas      |
| ------------------------ | --- | ----------- |
| En cada rincón una samba | - Lanzamiento: 22 de abril de 2014 - Formatos: CD, DVD, descarga digital - Etiqueta: Universal Music | - : + 3.000 |
| Sabor brasileño          | - Lanzamiento: 6 de febrero de 2017 - Formatos: CD, DVD, descarga digital - Etiqueta: Independiente  |             |

### Sencillos
| Título                                              | Año  | Mejores posiciones | Mejores posiciones       | Álbum                          |
| Título                                              | Año  | Brasil             | BRA<br id="mwxQ"><br>Pop | Álbum                          |
| --------------------------------------------------- | ---- | ------------------ | ------------------------ | ------------------------------ |
| "Na Palma da Mão"(ft. Saulo Fernandes)              | 2013 | —                  | —                        | Em Cada Canto Um Samba         |
| "Aquela"                                            | 2014 | —                  | —                        | Em Cada Canto Um Samba         |
| "Samba Rock Com Dendê" (ft. Claudia Leitte)         | 2014 | —                  | —                        | Em Cada Canto Um Samba         |
| "A Menina Dança"                                    | 2014 | —                  | —                        | Em Cada Canto Um Samba         |
| "Em Cada Canto Um Samba"                            | 2014 | —                  | —                        | Em Cada Canto Um Samba         |
| "Colar de Guia"                                     | 2014 | —                  | —                        | Em Cada Canto Um Samba         |
| "Todavia" (ft. Carlinhos Brown)                     | 2014 | —                  | —                        | Em Cada Canto Um Samba         |
| "Vai"                                               | 2014 | —                  | —                        | Em Cada Canto Um Samba         |
| "Mulher no Samba"                                   | 2014 | —                  | —                        | Em Cada Canto Um Samba         |
| "Exclusivo"                                         | 2015 | —                  | —                        | Sabor Brasileiro               |
| "Sabor Brasileiro" (ft. Xanddy e Harmonia do Samba) | 2015 | —                  | —                        | Sabor Brasileiro               |
| "Juntos"                                            | 2017 | —                  | —                        | TBA                            |
| "Se o Mundo Soubesse"                               | 2017 | —                  | —                        | TBA                            |
| Chegue Chegando                                     | 2018 | —                  | —                        | EP Samba Reggae e Outras Vibes |
| Demorô feat Marcia Short                            | 2018 | —                  | —                        | EP Samba Reggae e Outras Vibes |
| Brilhando Feito Estrela                             | 2018 | —                  | —                        | EP Samba Reggae e Outras Vibes |
| Que Me Queira                                       | 2018 | —                  | —                        | EP Samba Reggae e Outras Vibes |
| O Samba Tem Poder (ft. Ivete Sangalo)               | 2019 | —                  | —                        | EP Samba Reggae e Outras Vibes |
| Mágica                                              | 2019 | —                  | —                        | Ju                             |
| Vai                                                 | 2019 | —                  | —                        | Ju                             |
| "Num Belo Altar" (con Karla da Silva)               | 2020 | —                  | —                        | TBA                            |
| "Essa Minha Canção"                                 | 2021 | 36                 | 1                        | TBA                            |
| "Talvez" (ft. Gabriel Elias)                        | 2022 | 84                 | 3                        | TBA                            |
| "É a sua Fé"                                        | 2022 | 70                 | 1                        | TBA                            |
| "Aí Vou Dizer"                                      | 2022 | 57                 | 2                        | TBA                            |